# Анахронизам
Анахронизам је реч грчког порекла и означава постављање људи, догађаја, бића, предмета, обичаја, начина мишљења, погледа на свет у раније или касније периоде од изворног. У питању је свесна или случајна грешка у хронологији и излагању догађаја.
Постоје два типа анахронизма: парахронизам и прохронизам. Парахронизам се појављује када се догађај одвија у времену превише у будућности, као што је нпр. вожња кочија на ауто-путу. Прохронизам се јавља када се догађај одвија у времену превише у прошлости, као на пример да Леонардо Давинчи носи дигитални часовник. Анахронизам може бити стваран или уметнички, а ако је уметнички може бити намерни или ненамерни.

## Анахронизми у књижевности
Намерне грешке ради комичног ефекта честе су у писаној књижевности. У усменој књижевности нису уобичајене.
У српској народној епској поезији анахронизми потичу из епске слободе владања временом и простором из перспективе „свезнајућег“ певача. Јављају се из тешње потребе за обухватањем читавог историјског периода као јединственог славног епског времена и грађења епске атмосфере. Отуда здруживање јунака по важности, не према логици временско-историјске тачности, него по логици епске тачности њиховог поетског значаја: Краљевић Марко, бранилац правде и легитимитета немањићке династије (из 14. века) повезује се са Ђурђем Бранковићем, последњим значајним деспотом српске средњовековне државе (из 15. века), као и са Старином Новаком, сељаком и хајдуком, борцем за слободу (из 16. века).
Отуда појаве топографско-биографских контаминација, као што је мешање Милоша Обилића, хероја на Косову изгубљеног царства, са Милошем Поцерцем, устаником и јунаком на Мишару повраћене слободе (у распону од четири века). Отуда се и каталози задужбина и манастира подизаних у разна времена, на разним подручјима и од различитих српских владара приписују само по једној, обично најзначајнијој личности једне династије, чиме се остварује нека врста просторног и временског континуитета и јединства историјско-географске и етичко-религиозне целине.
Анахронизми се јављају као последица усменог преношења творевине с једног терена на други и с генерације на генерацију—променом појединих делова садржине, а истовременом чувањем делова „изворне“ варијанте појединих формула. Тако се појављују пушке у време Марка Краљевића, а четири ускока су истовремено наоружана стрелама, штитовима и пушкама. Ђурађ Бранковић, на пример, пије кафу итд.